# Saison 2013-2014 des Knicks de New York
La saison 2013-2014 des Knicks de New York est la 68e saison au sein de la National Basketball Association (NBA).

## Draft
| Tour | Choix | Joueur           | Poste | Nationalité | Provenance |
| ---- | ----- | ---------------- | ----- | ----------- | ---------- |
| 1    | 24    | Tim Hardaway Jr. | SG    | États-Unis  | Michigan   |

## Classements de la saison régulière
| Conférence Est | Conférence Est         | Conférence Est | Conférence Est | Conférence Est | Conférence Est | Conférence Est | Conférence Est |
| No             | Franchise              | Vic.           | Déf.           | MJ             | % V/D          | RV             |                |
| -------------- | ---------------------- | -------------- | -------------- | -------------- | -------------- | -------------- | -------------- |
| 1              | Pacers de l'Indiana    | 56             | 26             | 82             | 68,30 %        | -              |                |
| 2              | Heat de Miami          | 54             | 28             | 82             | 65,90 %        | 2,0            |                |
| 3              | Raptors de Toronto     | 48             | 34             | 82             | 58,50 %        | 8,0            |                |
| 4              | Bulls de Chicago       | 48             | 34             | 82             | 58,50 %        | 8,0            |                |
| 5              | Wizards de Washington  | 44             | 38             | 82             | 53,70 %        | 12,0           |                |
| 6              | Nets de Brooklyn       | 44             | 38             | 82             | 53,70 %        | 12,0           |                |
| 7              | Bobcats de Charlotte   | 43             | 39             | 82             | 52,40 %        | 13,0           |                |
| 8              | Hawks d'Atlanta        | 38             | 44             | 82             | 46,30 %        | 18,0           |                |
|                |                        |                |                |                |                |                |                |
| 9              | Knicks de New York     | 37             | 45             | 82             | 45,10 %        | 19,0           |                |
| 10             | Cavaliers de Cleveland | 33             | 49             | 82             | 40,20 %        | 23,0           |                |
| 11             | Pistons de Détroit     | 29             | 53             | 82             | 35,40 %        | 27,0           |                |
| 12             | Celtics de Boston      | 25             | 57             | 82             | 30,50 %        | 31,0           |                |
| 13             | Magic d'Orlando        | 23             | 59             | 82             | 28,00 %        | 33,0           |                |
| 14             | 76ers de Philadelphie  | 19             | 63             | 82             | 23,20 %        | 37,0           |                |
| 15             | Bucks de Milwaukee     | 15             | 67             | 82             | 18,30 %        | 41,0           |                |

| Division Atlantique   | V  | D  | MJ | % V/D   | GB   | Dom   | Ext   | Div  | Conf  |
| --------------------- | -- | -- | -- | ------- | ---- | ----- | ----- | ---- | ----- |
| Raptors de Toronto    | 48 | 34 | 82 | 58,50 % | -    | 26-15 | 22-19 | 11-5 | 32-20 |
| Nets de Brooklyn      | 44 | 38 | 82 | 53,70 % | 4,0  | 28-13 | 16-25 | 9-7  | 26-26 |
| Knicks de New York    | 37 | 45 | 82 | 45,10 % | 11,0 | 19-22 | 18-23 | 10-6 | 26-26 |
| Celtics de Boston     | 25 | 57 | 82 | 30,50 % | 23,0 | 16-25 | 9-32  | 5-11 | 21-31 |
| 76ers de Philadelphie | 19 | 63 | 82 | 23,20 % | 29,0 | 10-31 | 9-32  | 5-11 | 14-38 |

## Effectif
| Effectif des Knicks de New York 2013-2014 |
| --- |
| 1 Amar'e Stoudemire (C) • 2 Raymond Felton • 3 Kenyon Martin • 4 Jeremy Tyler • 5 Tim Hardaway, Jr. • 6 Tyson Chandler • 7 Carmelo Anthony (C) • 8 J. R. Smith • 9 Pablo Prigioni • 21 Iman Shumpert • 23 Toure' Murry • 26 Shannon Brown • 45 Cole Aldrich • 77 Andrea Bargnani • - Lamar OdomEntraîneur : Mike Woodson |

## Statistiques
| Joueur            | MJ | MC | MPG  | FG%  | 3P%  | FT%  | RPG | APG | SPG | BPG | PPG  |
| ----------------- | -- | -- | ---- | ---- | ---- | ---- | --- | --- | --- | --- | ---- |
| Cole Aldrich      | 46 | 2  | 7.2  | .541 |      | .867 | 2.8 | .3  | .2  | .7  | 2.0  |
| Carmelo Anthony   | 77 | 77 | 38.7 | .452 | .402 | .848 | 8.1 | 3.1 | 1.2 | .7  | 27.4 |
| Andrea Bargnani   | 42 | 39 | 29.9 | .442 | .278 | .824 | 5.3 | 1.1 | .3  | 1.2 | 13.3 |
| Shannon Brown     | 19 | 0  | 7.8  | .421 |      | .667 | .8  | .2  | .6  | .0  | 2.1  |
| Tyson Chandler    | 55 | 55 | 30.2 | .593 | .000 | .632 | 9.6 | 1.1 | .7  | 1.1 | 8.7  |
| Earl Clark        | 9  | 0  | 7.8  | .333 | .167 | .800 | 1.8 | .2  | .1  | .7  | 2.6  |
| Raymond Felton    | 65 | 65 | 31.0 | .395 | .318 | .721 | 3.0 | 5.6 | 1.2 | .4  | 9.7  |
| Tim Hardaway      | 81 | 1  | 23.1 | .428 | .363 | .828 | 1.5 | .8  | .5  | .1  | 10.2 |
| Kenyon Martin     | 32 | 15 | 19.8 | .512 | .000 | .579 | 4.2 | 1.6 | .8  | .8  | 4.3  |
| Toure' Murry      | 51 | 0  | 7.3  | .434 | .417 | .590 | .9  | 1.0 | .4  | .0  | 2.7  |
| Pablo Prigioni    | 66 | 27 | 19.4 | .461 | .464 | .917 | 2.0 | 3.5 | 1.0 | .0  | 3.8  |
| Iman Shumpert     | 74 | 58 | 26.5 | .378 | .333 | .746 | 4.2 | 1.7 | 1.2 | .2  | 6.7  |
| Chris Smith       | 2  | 0  | 1.0  |      |      |      | .0  | .0  | .0  | .0  | .0   |
| J. R. Smith       | 74 | 37 | 32.7 | .415 | .394 | .652 | 4.0 | 3.0 | .9  | .3  | 14.5 |
| Amar'e Stoudemire | 65 | 21 | 22.6 | .557 |      | .739 | 4.9 | .5  | .4  | .6  | 11.9 |
| Jeremy Tyler      | 41 | 0  | 9.7  | .517 |      | .542 | 2.7 | .2  | .1  | .5  | 3.6  |
| Beno Udrih        | 31 | 12 | 19.0 | .425 | .425 | .833 | 1.8 | 3.5 | .7  | .1  | 5.6  |
| Metta World Peace | 29 | 1  | 13.4 | .397 | .315 | .625 | 2.0 | .6  | .8  | .3  | 4.8  |

## Récompenses
- Tim Hardaway, Jr. a été nommé au sein de la NBA All-Rookie First Team à la fin de la saison régulière.
- Carmelo Anthony a été nommé joueur de la semaine de la conférence Est, en janvier et en mars.

### All-Star
- Carmelo Anthony a été titulaire pour disputer le NBA All-Star Game 2014. C'est sa 7e sélection en carrière pour l'événement.

## Transactions

### Transferts
| 10 juillet | Vers New York Knicks Andrea Bargnani | Vers Toronto Raptors Marcus Camby Steve Novak Quentin Richardson Premier tour de draft 2016 Seconds tours de draft 2014 et 2017 |

### Résumé
| Arrivées Via draft - Tim Hardaway, Jr. Via transfert - Andrea Bargnani Agents libres - Cole Aldrich - Shannon Brown - Earl Clark - Ike Diogu - Chris Douglas-Roberts - C. J. Leslie - Kenyon Martin - Toure' Murry - Lamar Odom - Pablo Prigioni (Renouvellement) - Chris Smith - J. R. Smith (Renouvellement) - Jeremy Tyler - Metta World Peace - Beno Udrih | Départs Via transfert - Marcus Camby - Steve Novak - Quentin Richardson |